# Domy urzędnicze na Łazarzu w Poznaniu

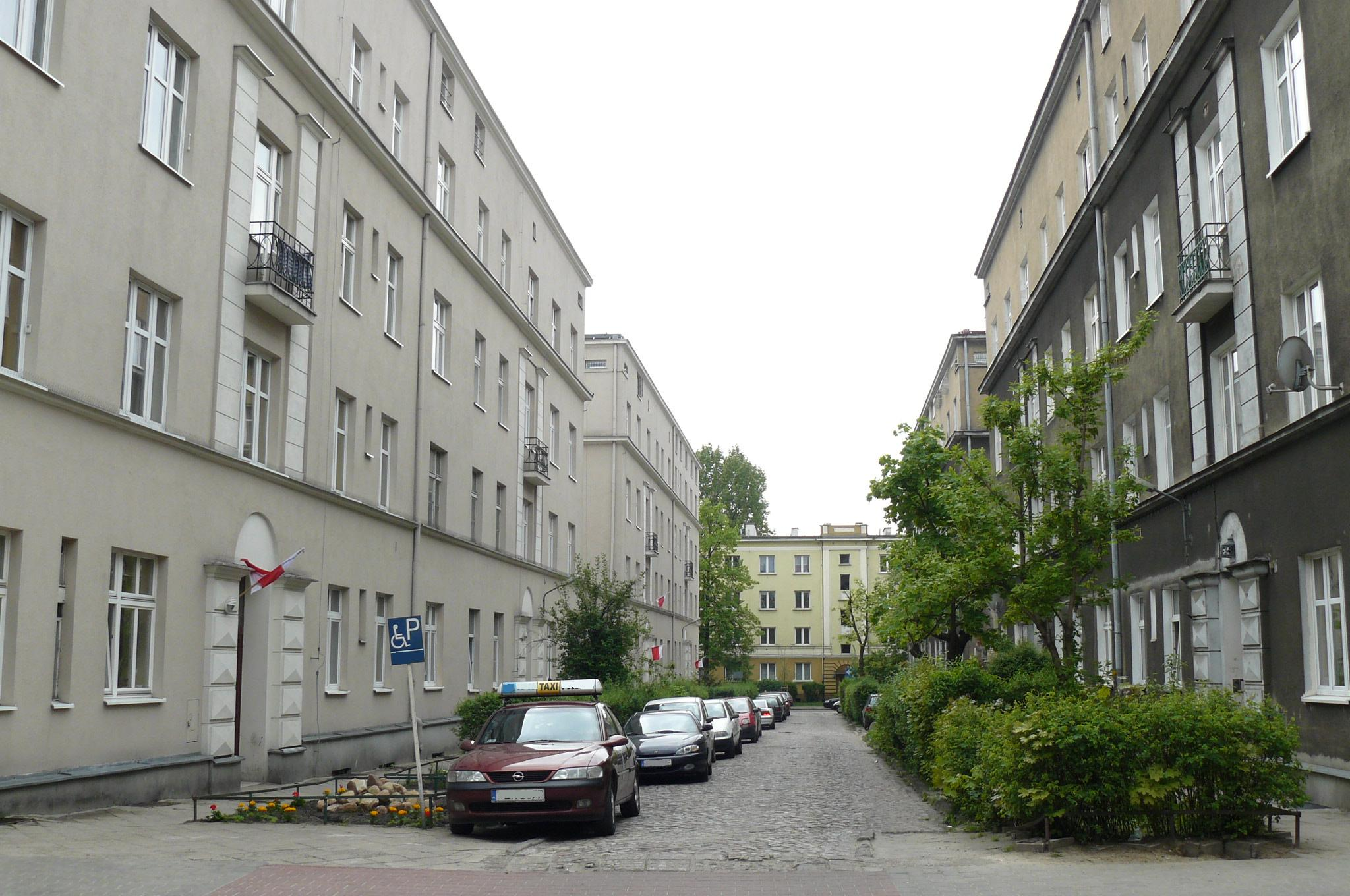
Widok od ul. Stablewskiego - ulica wewnętrzna

Domy urzędnicze na Łazarzu – zespół zabytkowych budynków mieszkalnych dla urzędników, zlokalizowany na poznańskim Łazarzu, przy ul. Głogowskiej 94/100. 
Magistrat Poznania starał się w okresie międzywojennym zaspokajać głód mieszkaniowy różnych warstw społecznych, za pomocą taniego budownictwa komunalnego. Do marca 1929 50% mieszkań oddano do dyspozycji robotnikom i drobnym rzemieślnikom, a na drugim miejscu plasowali się pod tym względem niżsi oraz średni urzędnicy i pracownicy państwowi - dla nich oddano do użytku 17% mieszkań komunalnych.
Łazarski zespół składa się z dwóch okazałych domów czynszowych (150 mieszkań), rozlokowanych wokół zielonego dziedzińca, przez którego środek przeprowadzono wewnątrzosiedlową brukowaną uliczkę (miały przy niej stanąć dwa mniejsze budynki dogęszczające osiedle, do czego jednak ostatecznie nie doszło). Pierwsze obiekty zrealizowano w 1928 (zakończenie całości - 1930), w wysokim stosunkowo standardzie, według projektu Jerzego Tuszowskiego. Zespół jest dziełem przejściowym w życiu tego architekta, w jego drodze od architektury klasycznej do modernizmu. Elewacje wyposażone są jeszcze w pilastry (boczne charakteryzują się dominacją klasycznych podziałów pionowych). Elewacja główna zaaranżowana jest natomiast w sposób modernistyczny - tutaj dominują linie poziome. 
Domy zajmują kwartał ulic Głogowska - Stablewskiego - Kasprzaka - Potworowskiego. Dojazd jest możliwy tramwajami w kierunku pętli Górczyn, przystanek Głogowska/Hetmańska.